# NFF Futsal Cup 2013
La NFF Futsal Cup 2013 di calcio a 5 è stata la 1ª edizione del torneo. La competizione è iniziata il 19 gennaio 2013 e si è conclusa il giorno successivo con la finale.

## Risultati

### Quarti di finale
| Squadra 1       | Risultato | Squadra 2    |
| --------------- | --------- | ------------ |
| 19 gennaio 2013 |           |              |
| Grorud          | 7 – 6     | KFUM Oslo    |
| Solør           | 7 – 3     | Nidaros      |
| Nordpolen       | 11 – 2    | Nordhordland |
| Lier            | 5 – 7     | Vadmyra      |

### Semifinali
| Squadra 1       | Risultato | Squadra 2 |
| --------------- | --------- | --------- |
| 19 gennaio 2013 |           |           |
| Solør           | 6 – 5     | Grorud    |
| Vadmyra         | 3 – 1     | Nordpolen |

### Finale
| Arbitro: | Rafiq (Oslo) |

|                                                                                       |           |                                                                     |
| Øverland 11’ Laajab 23’, 32’ (rig.), 38’ (rig.) Darisiro 25’ Viljugrein 33’ Hrnic 37’ | Marcatori | 3’ Moen Rye 10’ Haaland 15’, 26’ Hopsdal 19’ Wedervang 34’ Skogvang |